# Đulekare
Đulekare (en serbe cyrillique : Ђулекаре ; en albanais : Gjylekara) est un village de Serbie situé dans la municipalité de Medveđa, district de Jablanica. Au recensement de 2011, il comptait 72 habitants.

## Démographie
| 1948 | 1953 | 1961 | 1971 | 1981 | 1991 | 2002 | 2011 |
| ---- | ---- | ---- | ---- | ---- | ---- | ---- | ---- |
| 494  | 552  | 470  | 341  | 216  | 149  | 117  | 72   |

|  |